# アントニオ・コルテス・イ・アギラール
アントニオ・コルテス・イ・アギラール（Antonio Cortés y Aguilar、1827年3月10日 - 1908年3月14日）は、スペイン生まれの画家である。1855年からフランスで活動した。家畜のいる風景を描いた。

## 略歴
スペインのセビリアで生まれた。多くの画家を輩出した一族の出身で、叔父のホアキン・コルテス（Joaquín Cortés: 1776-1835）や兄のアンドレアス・コルテス（Andrés Cortés y Aguilar: 1812-1879）も画家であった。アントニオ・コルテスはセビリアの王立美術学校(Real Academia de Bellas Artes de Santa Isabel de Hungría)で学び、1855年にパリに移り、その後はフランスで活動した。バルビゾン派の影響を受け、パリに近い、ラニー＝シュル＝マルヌに住んだ。1882年に画家になった息子のエドゥアール・コルテス（1882-1969）がラニー＝シュル＝マルヌで生まれた。
1908年にラニー＝シュル＝マルヌで亡くなった。
アントニオ・コルテス・イ・アギラールの作品はマドリードのロマン主義博物館やセビリアのベルベル美術館（Museo Bellver）に収蔵されている。

## 作品

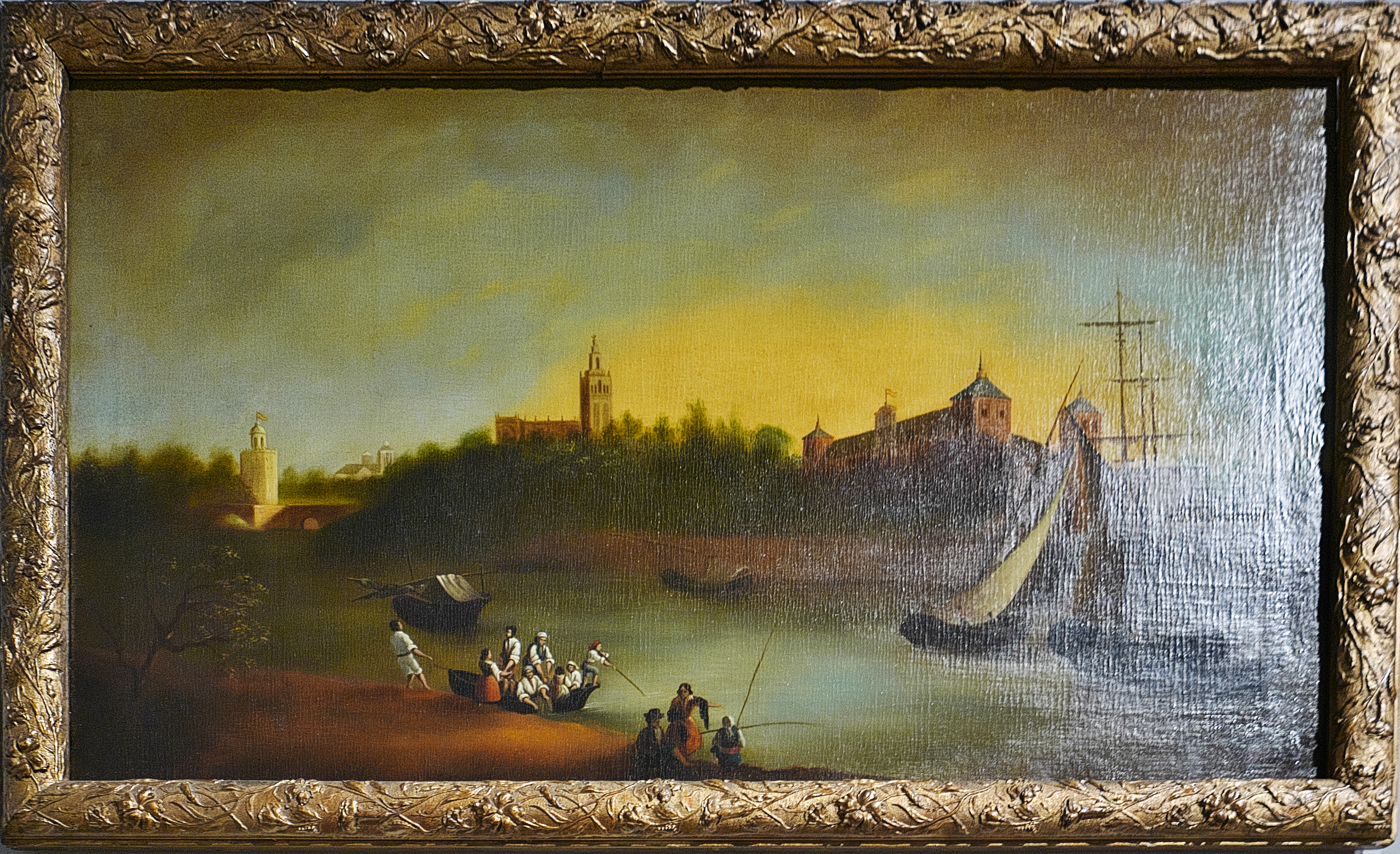
セビリアの風景 ベルベル美術館
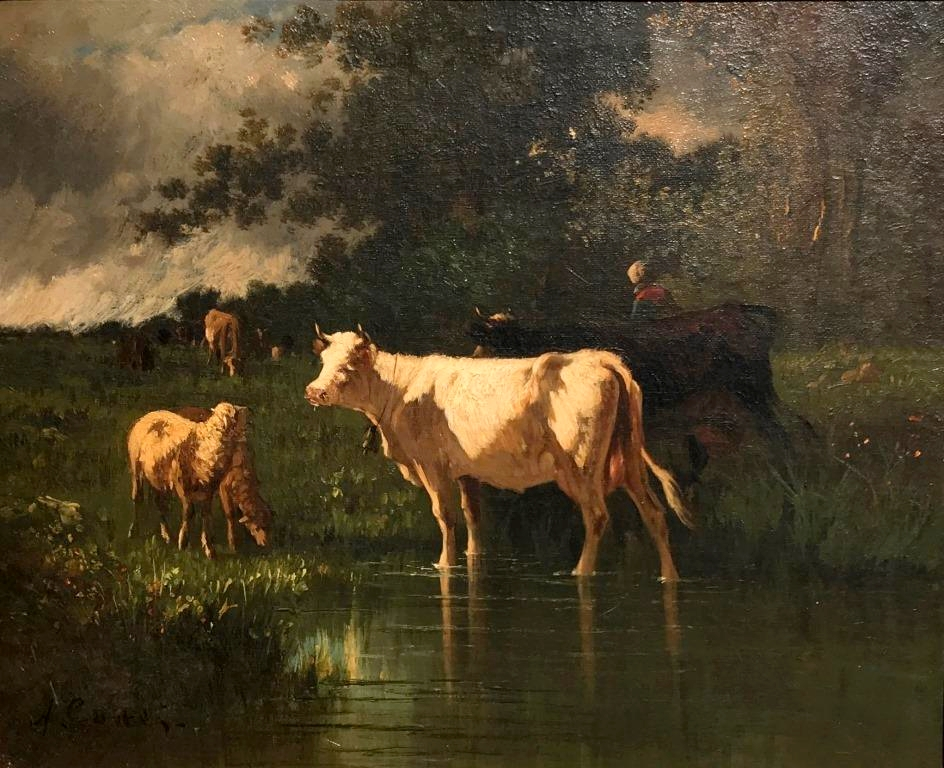
牛　(1890)、個人蔵